# Kampfgeschwader 55
Das Kampfgeschwader 55 war ein Verband der Luftwaffe der Wehrmacht im Zweiten Weltkrieg. Aufgrund seines Wappens wurde es auch Greif-Geschwader genannt. Als Kampfgeschwader, ausgestattet mit Bombern, vom Typ Heinkel He 111 führte es Luftangriffe mit Bomben auf zugewiesene Ziele durch. Das Geschwader beteiligte sich am Überfall auf Polen, dem Westfeldzug, der Luftschlacht um England und dem Deutsch-Sowjetischen Krieg. Ab 1944 kam es in der Reichsverteidigung gegen die Westalliierten zum Einsatz. Mit der Umrüstung ab Juni 1944 auf die Messerschmitt Bf 109G und die Focke-Wulf Fw 190A änderte sich das Einsatzspektrum des Geschwaders zu dem eines Jagdgeschwaders. Nach der bedingungslosen Kapitulation der Wehrmacht am 8. Mai 1945 wurde es aufgelöst.

## Aufstellung
Das Kampfgeschwader 55 entstand am 1. Mai 1939 nach dem neuen Benennungsschema der Luftwaffe aus dem am 1. November 1938 in Gießen (Lage) erneut aufgestellten Kampfgeschwader 155. Das erste Kampfgeschwader 155 existierte von April 1936 bis Februar 1938. Für die Aufstellung des Kampfgeschwaders 155 wurden Teile des Kampfgeschwaders 254 herangezogen. Aus dem Geschwaderstab und der II./KG 254 entstanden am 1. Mai 1939 in Gießen der Stab und die II./KG 55. Die I. Gruppe des KG 55 bildete sich am 1. Mai 1939 aus der I./KG 254 in Langendiebach (Lage). Die III./KG 55 entstand am 1. November 1939 in Neudorf bei Oppeln (Lage) aus Teilen der beiden anderen Gruppen.
Am 1. April 1940 wurde die IV. (Ergänzungs-)Gruppe in Dornstadt (Lage) aufgestellt und am 10. Mai 1940 aufgelöst. Am 1. August 1940 wurde in Chartres eine Ergänzungsstaffel KG 55 aufgestellt, die am 1. März 1941 in die 10./KG 55 umbenannt wurde. Diese Staffel, und die neu aufgestellte 11. und 12./KG 55 traten am 7. März unter den neu aufgestellten Gruppenstab der IV. Gruppe in Dijon. (Lage) Am 1. Juni 1943 wurde die 14. Staffel als Eisenbahnbekämpfungsstaffel aufgestellt. Unter der Bezeichnung 14.(Eis)/KG 55 war sie direkt dem Geschwaderstab unterstellt. Das Geschwader war ausgestattet mit der Heinkel He 111. Ab September 1944 rüstete es auf die Messerschmitt Bf 109 und Focke-Wulf Fw 190 um. Die Geschwaderkennung war G1.

## Gliederung
Der Geschwaderstab führte die I. bis IV. Gruppe die wiederum in Staffeln unterteilt waren. Die 1. bis 3. Staffel gehörte der I. Gruppe, die 4. bis 6. Staffel der II. Gruppe, die 7. bis 9. Staffel der III. Gruppe und die 10. bis 12. Staffel der IV. Gruppe an. Die 14. Staffel unterstand dem Geschwaderstab direkt. Jede Staffel, geführt durch einen Staffelkapitän, war in drei Schwärme mit je vier Flugzeugen unterteilt. Daraus ergab sich eine Sollstärke der Bombergruppe von 36 Flugzeugen in den drei Staffeln + ein Flugzeug für den Gruppenkommandeur. Dies ergab bei vier Bombergruppen eine Sollstärke von 148 Flugzeugen, + 4 Flugzeuge für den Geschwaderkommodore und seinen Stab, + 12 Flugzeuge für die 14. Staffel. Daraus ergibt sich eine Sollstärke von 164 Flugzeugen. Die IV. Gruppe war eine Ergänzungsgruppe und nahm in der Regel nicht an Kampfeinsätzen teil. In ihr wurden frisch ausgebildete oder rekonvaleszente Flieger eine Zeitlang an die Frontbedingungen gewöhnt und geschult, bevor sie in eine der drei Einsatzgruppen wechselten. Darum hatte sie meist ihren Standort in der Heimatbasis des jeweiligen Geschwaders.
Nachdem das Geschwader ab dem 23. November 1944 die Bezeichnung Kampfgeschwader (J) 6 erhielt und damit de facto ein Jagdgeschwader war, änderte sich die Gliederung. Der Geschwaderstab führte die I. bis III. Gruppe, die wiederum in je 3 Staffeln und dem Gruppenstab unterteilt waren. Jede Staffel bestand aus vier Schwärmen, die wiederum in zwei Rotten zu je zwei Jagdflugzeugen unterteilt war. Daraus ergab sich eine Sollstärke der Kampfgruppe (J) von 48 Flugzeugen in den drei Staffeln + vier Flugzeuge für den Gruppenkommandeur und seinen Stab. Dies ergab bei drei Kampfgruppen (J) eine Sollstärke von 156 Flugzeugen + 4 Flugzeuge für den Geschwaderkommodore und seinen Stab.

## Geschichte

### Überfall auf Polen
Der Stab, die I. und II. Gruppe des Kampfgeschwaders 55 waren bei Beginn des Überfalls auf Polen der 4. Fliegerdivision der Luftflotte 2 unterstellt, die in Nordwestdeutschland aufgestellt war. Die Einsatzhäfen waren Wesendorf (Lage) und Dedelstorf (Lage). Die III. Gruppe war währenddessen der 6. Fliegerdivision unterstellt und lag in Giebelstadt. Das Geschwader ging mit der Heinkel He 111 in der Ausführung P-4 in den Einsatz. Die beiden Daimler-Benz DB 601-Motoren leisteten je 1100 PS, was eine Höchstgeschwindigkeit von 390 km/h und eine Bombenlast von 2000 kg erbrachte. Am 3. September wechselten der Stab, die I. und die II. Gruppe in den Bereich der Heeresgruppe Süd und beteiligte sich an den Kampfhandlungen gegen Polen. Dazu war sie der 2. Fliegerdivision der Luftflotte 4 unterstellt. Ihre Einsatzhäfen waren Märzdorf (Lage) und Rosenborn. (Lage) Mit 55 einsatzbereiten Heinkel He 111 P bekämpfte das Geschwader anfangs Bahnanlagen und Truppentransportzüge auf den Strecken Krakau-Przemysl und Krakau-Miechow-Kielce. Später unterstützte es Heeresverbände bei der Schlacht an der Bzura und den Verfolgungskämpfen in Richtung San und Weichsel. Ab 20. September verlegte das Geschwader zurück in seine Heimatstandorte.

### Westfeldzug
Vom 10. Mai 1940 bis zum 25. Juni nahm das Geschwader am Westfeldzug teil. Dazu war es dem V. Fliegerkorps der Luftflotte 3 unterstellt. Zu Beginn startete es von den Fliegerhorsten Leipheim (Lage), Baltringen (Lage) und Ehingen (Lage). Das Geschwader begann mit 107 Bombern, davon 66 einsatzbereit. Erste Ziele waren die Flugplätze der französischen Armée de l’air in Nancy und Toul. Dabei schossen französische Jäger der Groupe de Chasse I/2 die He 111P (Geschwaderkennung G1+AD) von Major Paul Schemmell ab, seinerzeit Gruppenkommandeur der III. Gruppe. Schemmell konnte seinen Bomber bei Vahl-les-Benestroff notlanden und geriet in französische Kriegsgefangenschaft, aus der er später wieder frei kam. Bis zum 13. Mai griff das Geschwader 38 Militärflugplätze an. Ein weiterer Schwerpunkt waren Verkehrsverbindungen wie Bahnhöfe und Eisenbahndepots. So flog die I. Gruppe am Abend des 11. Mai einen Langstreckeneinsatz um das Eisenbahndepot von Orléans zu bombardieren. Da sich die Eisenbahnanlagen häufig in den Innenstädten befanden, gab es auch zivile Opfer. Am 11. Mai verlegte die II. Gruppe nach Schwaighofen (Lage) am 15. Mai die I. Gruppe auf den Fliegerhorst Malmsheim (Lage) und am 24. Mai die III. Gruppe nach Eutingen. (Lage) Von hier aus flog das Geschwader Luftangriffe gegen Reims, Verdun oder Charleroi in Belgien. Am 1. Juni trat das Geschwader zum IV. Fliegerkorps und flog am gleichen Tag zusammen mit dem Kampfgeschwader 53 einen Luftangriff auf Marseille. Am Folgetag, nach einem Luftangriff auf Flugplätze im Raum Lyon, drang ein Flugzeug der 9. Staffel in den Schweizer Luftraum ein und wurde durch eine Messerschmitt Bf 109 der Schweizer Luftwaffe abgeschossen. Am 3. Juni beteiligte sich das Geschwader am Unternehmen Paula und bombardierte Flugplätze und Flugzeugfabriken im Raum Paris. Danach unterstützte es den Vormarsch der Heeresgruppe B nach Paris. Letzte Luftangriffe erfolgten auf den Rückzugswegen der französischen Streitkräfte im Raum Nancy. Mit dem Waffenstillstand am 22. Juni 1940 endeten für das Geschwader die Kampfhandlungen in Frankreich. Insgesamt flog das Geschwader in diesem Feldzug rund 2260 Einsätze, darunter 725 gegen Eisenbahnziele und 406 gegen Flugplätze, bei einem Totalverlust von 30 Flugzeugen.

### Luftschlacht um England
Vom 25. Juni 1940 bis zum 11. Juni 1941 war das Geschwader an der Luftschlacht um England beteiligt. Es blieb dem V. Fliegerkorps der Luftflotte 3 zugeordnet. Es lag anfangs auf Plätzen im besetzten Teil Frankreichs, wie Villacoublay (Lage), Dreux (Lage) und Chartres (Lage). Inzwischen erreichten die neuen Heinkel He 111 der H-Serie in der Ausführung H-6 das Geschwader, die mit zwei Jumo-211 ausgestattet waren und zusammen 200 PS mehr Leistung erbrachten. Dadurch stieg die Höchstgeschwindigkeit um 10 km/h auf 400 km/h und die Bombenlast um 500 kg auf 2500 kg. Am 13. August, dem sogenannten Adlertag, griff das Geschwader die Häfen von Plymouth und Feltham, sowie das Middle Wallop Airfield an. Am Folgetag flog es Luftangriffe auf das Royal Naval Armament Depot East Dean in Hampshire. Dabei wurde die He 111P-4 (Geschwaderkennung G1+AA) des Geschwaderkommodore Alois Stoeckl abgeschossen und die gesamte Besatzung getötet. Er wurde durch Hans Korte ersetzt. Am 16. August wurde erstmals der Flughafen Flughafen London Heathrow attackiert. Ab dem 26. August nahm es an einer dreiwöchigen Luftoffensive gegen die Flugzeugindustrie in den West- und East Midlands teil. Dabei wurden zur Nachtzeit Ziele in Bristol, Southampton und Portland angegriffen. Am 25. September erfolgte zusammen mit dem Lehrgeschwader 1 ein Luftangriff auf die Bristol Aeroplane Company in Filton. Dabei wurden auf dem Werkflugplatz 80 Bristol Beaufort und Bristol Blenheim zerstört oder beschädigt. Bis zum 31. Oktober folgten noch Luftangriffe auf Liverpool und ein Kraftwerk in Yeovil.

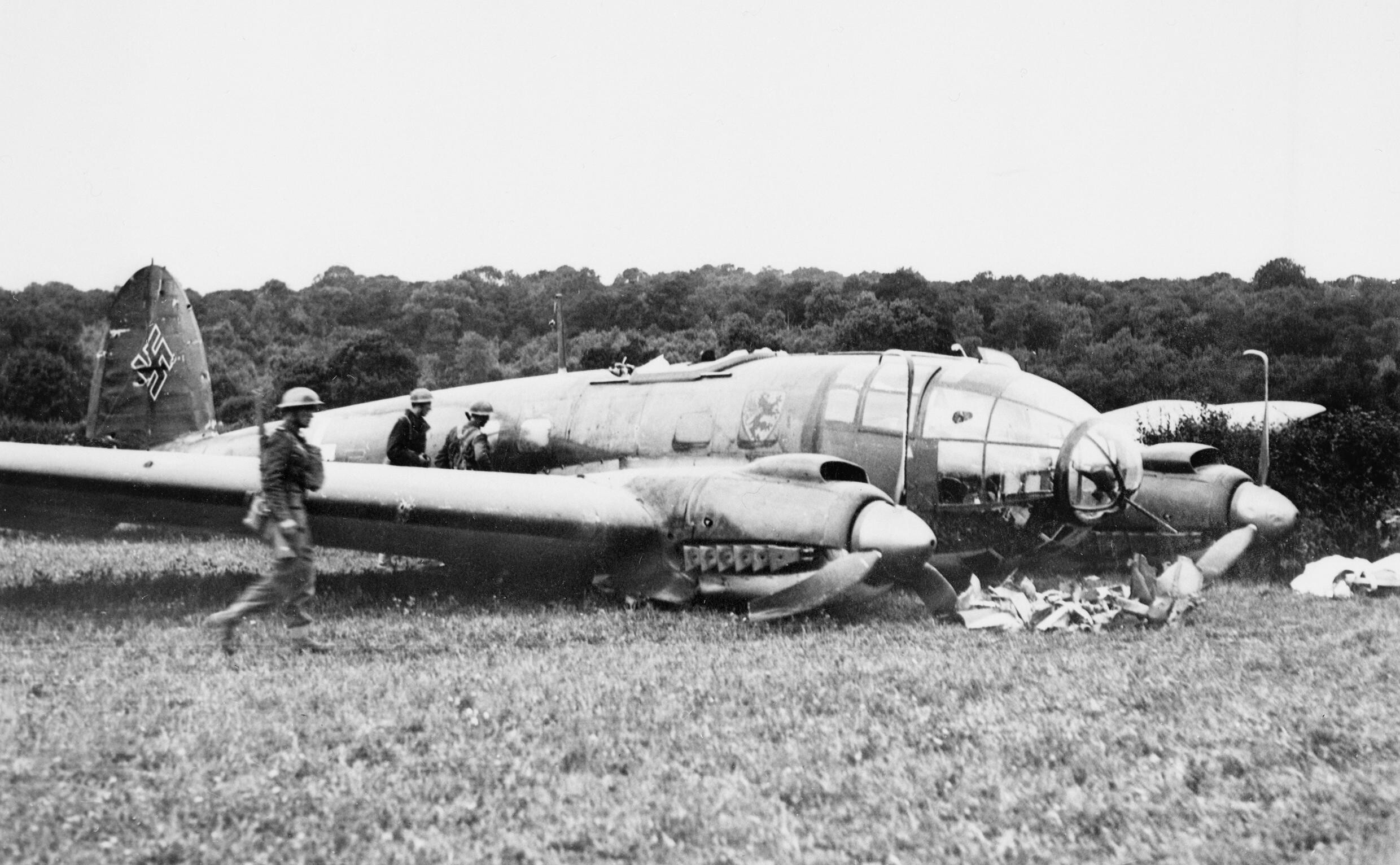
Abgeschossene He 111 des Geschwaderstabes

Insgesamt waren seit Beginn der Luftangriffe auf die britische Insel 73 Flugzeuge verloren gegangen. Anschließend begann die Phase der überwiegenden Nachtangriffe gegen britische Städte bei der unter der britischen Zivilbevölkerung große Verluste auftraten. Es begann mit nächtlichen Luftangriffen auf die Städte Bristol, Oxford and Skegness am 1. November und am 2. November auf London. Am 6., 7. und 11. Dezember war wiederum London das nächtliche Ziel. Am 14. Dezember nahm das Geschwader am Luftangriff auf Coventry teil, der große Teile der Innenstadt zerstörte und mindestens 568 Menschen das Leben kostete. Weitere Ziele im November waren Southampton, Birmingham Liverpool und wiederum London. Trotz der winterlichen Wetterverschlechterung flog das Geschwader auch im Dezember 1940 und im Januar 1941 weitere Nachtangriffe auf britische Städte. Betroffen waren unter anderen Sheffield am 12. Dezember, Manchester am 22., 23. Dezember und 9. Januar, Bristol am 3. Januar, Portsmouth am 10. Januar und London am 11. Januar. Am 16. Januar traf es Avonmouth und einen Tag später die walisische Stadt Swansea. Im Februar fanden aufgrund des Wetters keine bedeutenden Einsätze statt. Im März und April flog das Geschwader die letzten Luftangriffe auf Portsmouth, Birmingham, Hull, Southampton, Avonmouth, London, Bristol, Clydeside und Devonport. Dabei geriet am 9. April der Kommandeur der I. Gruppe Hauptmann Otto Bodemeyer in Kriegsgefangenschaft, als seine He 111P-4 (Geschwaderkennung G1+DL) von einem Jäger der 51 Squadron abgeschossen wurde und nahe Desford, Leicestershire bruchlanden musste. Ab 6. April übernahm es als Hauptaufgabe die Bekämpfung des Schiffsverkehrs in der Irischen See. Dabei wurden bis zum 3. Juni 2 Schiffe versenkt und 12 beschädigt. Insgesamt flog das Geschwader ab dem 24. Juni 4742 Einsätze über der britischen Insel. Seit dem Wechsel zu Nachtangriffen sind bis zum 11. Juni 10 Flugzeugbesatzungen verloren gegangen.

### Deutsch-Sowjetischer Krieg
1941
Beim Angriff auf die Sowjetunion war das Geschwader dem V. Fliegerkorps in der Luftflotte 4 unterstellt und kämpfte im Südabschnitt der Ostfront. Der Stab, die I. und II. Gruppe lagen in Zamosc-Labunie (Lage), während die III. Gruppe in Zamosc-Klemensow (Lage) stationiert war. Seit dem 8. März existierte auch wieder eine IV. (Ergänzungs-)Gruppe die bis Februar 1944 in Dijon (Lage) im deutschbesetzten Frankreich blieb. In den ersten Tagen nach Angriffsbeginn, ab dem 22. Juni 1941, attackierte das Geschwader Flugplätze der sowjetischen Luftwaffe in Luzk, Młynów, Lwiw, Adamy, Zalosy, Dubno und Kiew. Am 23. Juni wurde die Bahnstrecke Kowel-Sarny angegriffen. Aufgrund der Lage bei der Panzergruppe 1 griff es ab dem 26. Juni mit Tieffliegerangriffen in die Bodenkämpfe ein und ermöglichte so den Durchbruch der Panzer in Richtung Kiew. Bis zum 30. Juni hatte das Geschwader 46 Flugzeugausfälle, davon 24 als Totalverlust. Im Juli beteiligte es sich an Luftangriffen auf Transportwege im Bereich westlich des Dnepr. Ende Juli verlegten die I. und II. Gruppe nach Bojari (Lage) in der Nähe von Minsk. Von hier aus flogen sie zusammen mit anderen Gruppen den ersten Luftangriff auf Moskau. Anschließend sammelte sich das gesamte Geschwader im August auf dem Fliegerhorst Shitomir (Lage) im Süden der Ostfront, um von hier aus in die Kämpfe um Kiew und die Kesselschlacht bei Uman einzugreifen. Ende August wechselten der Stab und die I. Gruppe zum Fliegerhorst in Kirovograd. (Lage) Dorthin folgte die II. Gruppe am 1. September und die III. Gruppe am 1. Oktober. Von hier aus griff das Geschwader die Rückzugsbewegungen der Sowjetarmee auf den Straßen- und Schienenwegen im Bereich Poltava und Charkow an. Ab 20. Oktober unterstützte es das Heer bei der Eroberung von Charkow. Anschließend erfolgten Luftangriffe auf Bahnhöfe und Schienenanlagen in Melitopol, Svoboda und Rostow. Die Attacken auf Rostow dienten der Vorbereitung der Schlacht um Rostow die am 17. November einsetzte. Zu diesem Zeitpunkt zogen der Stab, die II. und III. Gruppe von der Ostfront ab, nachdem die I. Gruppe schon Ende Oktober abgezogen worden war.
1942
Im Dezember 1941 lag das gesamte Geschwader zur Neuausstattung auf den französischen Basen Melun-Villaroche (Lage), Saint-André-de-l’Eure (Lage) und Nantes (Lage). Ab 1. Januar 1942 wechselte die I. Gruppe wieder in den Süden der Ostfront auf den Fliegerhorst Kirovograd.
Von hier aus griff sie im Januar und Februar Eisenbahnanlagen in Millerowo, Vladislavaka, Petropavlovka, Alexandrovska, Blisnjesy, Barvenovka und andere an um den Nachschub zu stören.

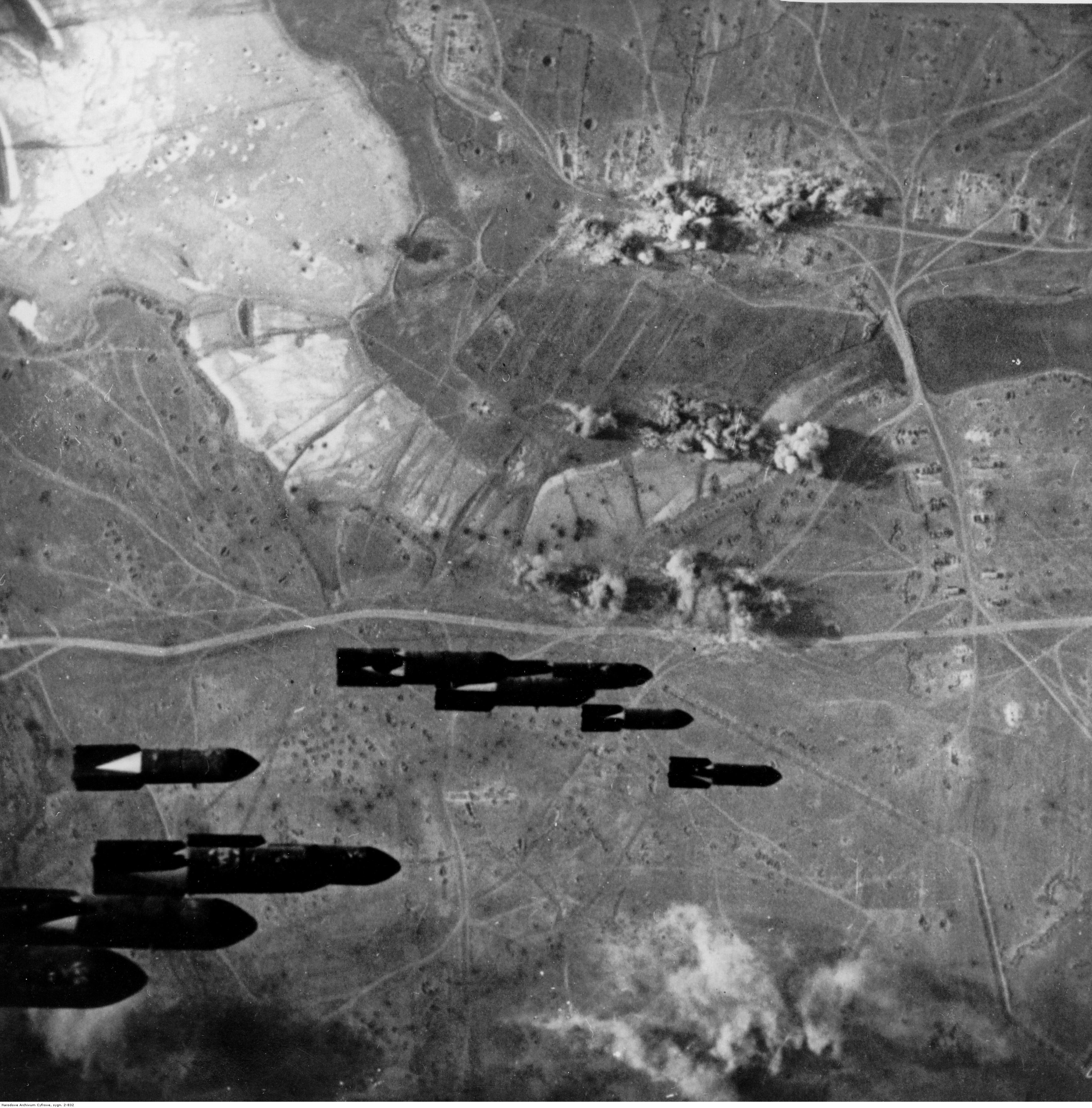
Bombardierung von Feldstellungen auf der Halbinsel Kertsch

Im April 1942, verlegten die II. und III. Gruppe und der Geschwaderstab in den Südabschnitt der Ostfront. Dort war das Geschwader dem VIII. Fliegerkorps der Luftflotte 4 unterstellt. Vom 8. bis 19. Mai war das Geschwader in das Unternehmen Trappenjagd auf der Halbinsel Krim eingebunden. Anschließend nahm es an der Schlacht um Sewastopol teil, die am 4. Juli endete und intervenierte zeitgleich in der Schlacht bei Charkow.
Vor Beginn der deutschen Sommeroffensive im Südabschnitt der Ostfront, am 28. Juni 1942, lagen die I. Gruppe in Stalino (Lage) und Charkow und die II. und III. Gruppe in Dnjepropetrowsk und Charkow. Das Geschwader war dem IV. Fliegerkorps zugesteilt das der Luftflotte 4 unterstand. Anfangs bombardierte es Verkehrsziele im Donbogen, um den Rückzug der Sowjetarmee zu behindern. Die II. Gruppe attackierte am 10. August den Hafen von Noworossijsk, in dem Teile der sowjetischen Schwarzmeerflotte lagen. Am 16. August bombardierte die I. Gruppe erstmals Stalingrad und griff auch Tankschiffe auf der Wolga an. Es folgten Angriffe von Teilen des Geschwaders auf die Bahnstrecke Astrachan-Saratow.

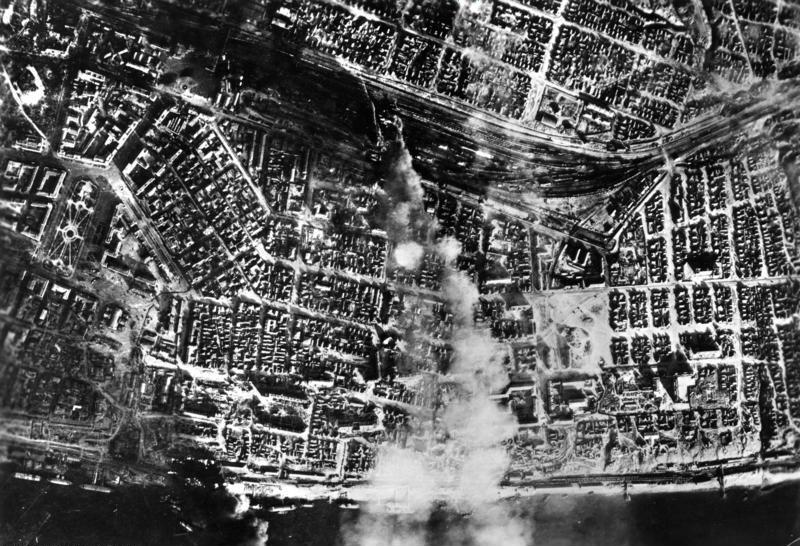
Luftangriff auf die Stalingrader Innenstadt.

Am 23. August fanden fortwährende Luftangriffe auf Stalingrad statt, die sich bis zum 24. August hinzogen. Insgesamt flogen die beteiligten Kampfgeschwader 27, 51, 55, 76 und die I./KG 100 bei mehreren Anflügen mit 1600 Flugzeugen Stalingrad an und warfen mehr als 1000 Tonnen Bomben auf die Innenstadt. Dabei starben 955 Menschen und 1181 wurden verletzt. Es folgten weitere Luftangriffe auf Stalingrad insbesondere durch die III. Gruppe am 30. August und am 18., 21., 22. und 23. September, während die II. Gruppe in diesem Zeitraum die rumänischen Bodentruppen der rumänischen 3. und 4. Armee unterstützte. Weitere Luftangriffe auf Stalingrad gab es vom 2. bis zum 22. Oktober. Die Luftangriffe erfolgten von den Fliegerhorsten Morosowskaja (Lage) und Saki (Lage) aus, auf denen das Geschwader von August bis Dezember stationiert war. Als am 19. November die Gegenoffensive der Roten Armee begann, war das gesamte Geschwader an den Brennpunkten der Schlacht eingesetzt. Durch Luftangriffe auf Kleinstädte rund um Stalingrad, versuchte es den Vormarsch der Sowjetarmee zu verlangsamen. So wurden Kletskaja (20. and 22. November), Perelasovskiy (23. November), Seyasnovskiy (24. November), Tschemiskaya und Seyasnovskiy (25. November) attackiert. Beim Luftangriff auf Kletskaja wurde der Gruppenkommandeur der II. Gruppe, Major Hans-Joachim Gabriel mit seiner He 111H-6 (Geschwaderkennung G1+GM) abgeschossen und blieb seither vermisst. Zur Besatzung gehörte auch Oberfeldwebel Karl Lipp, der drei Tage zuvor das Ritterkreuz des Eisernen Kreuzes bekommen hatte und ebenfalls vermisst blieb. Auch wurden die sowjetischen Panzerspitzen in verlustreichen Tieffliegerangriffen direkt angegriffen. Nachdem die deutschen Truppen in Stalingrad eingeschlossen waren, führte es Nachschubflüge am 29. November, dem 8., 12., 19. und 24. Dezember durch. Ende des Jahres musste das Geschwader auf den Fliegerhorst Nowotscherkassk (Lage) ausweichen. Die Versorgungsflüge wurden erst am 14. Januar 1943, als Flugplatz Pitomnik verloren ging, eingestellt. Insgesamt flog das Geschwader 3296 t Güter in den Stalingrader Kessel, darunter 1541 t Nahrungsmittel 768 t Munition und 1110 t Treibstoff. Auf den Rückflügen wurden 9028 Verwundete evakuiert. Während dieser Zeit gingen 59 Heinkel He 111 verloren.
1943
Im Januar kamen die ersten neuen Heinkel He 111 in der Ausführung H-16 zum Geschwader. Im Vergleich zur bisher geflogenen H-6 hatten sie 350 PS mehr Motorleistung und dadurch eine um 36 km/h höhere Geschwindigkeit von jetzt 436 km/h sowie eine 500 kg höhere Bombenlast von jetzt 3000 kg. Im Frühjahr lag der Geschwaderstab und die II. Gruppe in Saki, die I. Gruppe in Nowotscherkask und die III. Gruppe in Kirovograd im Süden der Ostfront. Alle waren dem VIII. Fliegerkorps der Luftflotte 4 zugeteilt. Im Mai erfolgte dann der Wechsel zum IV. Fliegerkorps das ebenfalls der Luftflotte 4 zugehörig war.
Schwerpunkte des Geschwaders waren die Unterstützung der Bodentruppen im Kuban-Brückenkopf und bei der Rückeroberung von Charkow. Weitere Ziele waren Rostov und Anastasiyevka vom 7. bis 22. Februar, Belgorod am 18. März, der Hafen von Noworossijsk am 15. April, Taman am 26. Mai, Krymaskaya am 27. Mai und Krasnodar am 30. Mai. Die I. Gruppe wechselte im Mai auf den Fliegerhorst Wiesbaden (Lage) und wurde anschließend in die III. Gruppe des Lehrgeschwaders 1 umbenannt. Zeitgleich wurde die in Stalino liegende Kampfgruppe z.b.V. 5 als neue I. Gruppe in das Geschwader eingegliedert.

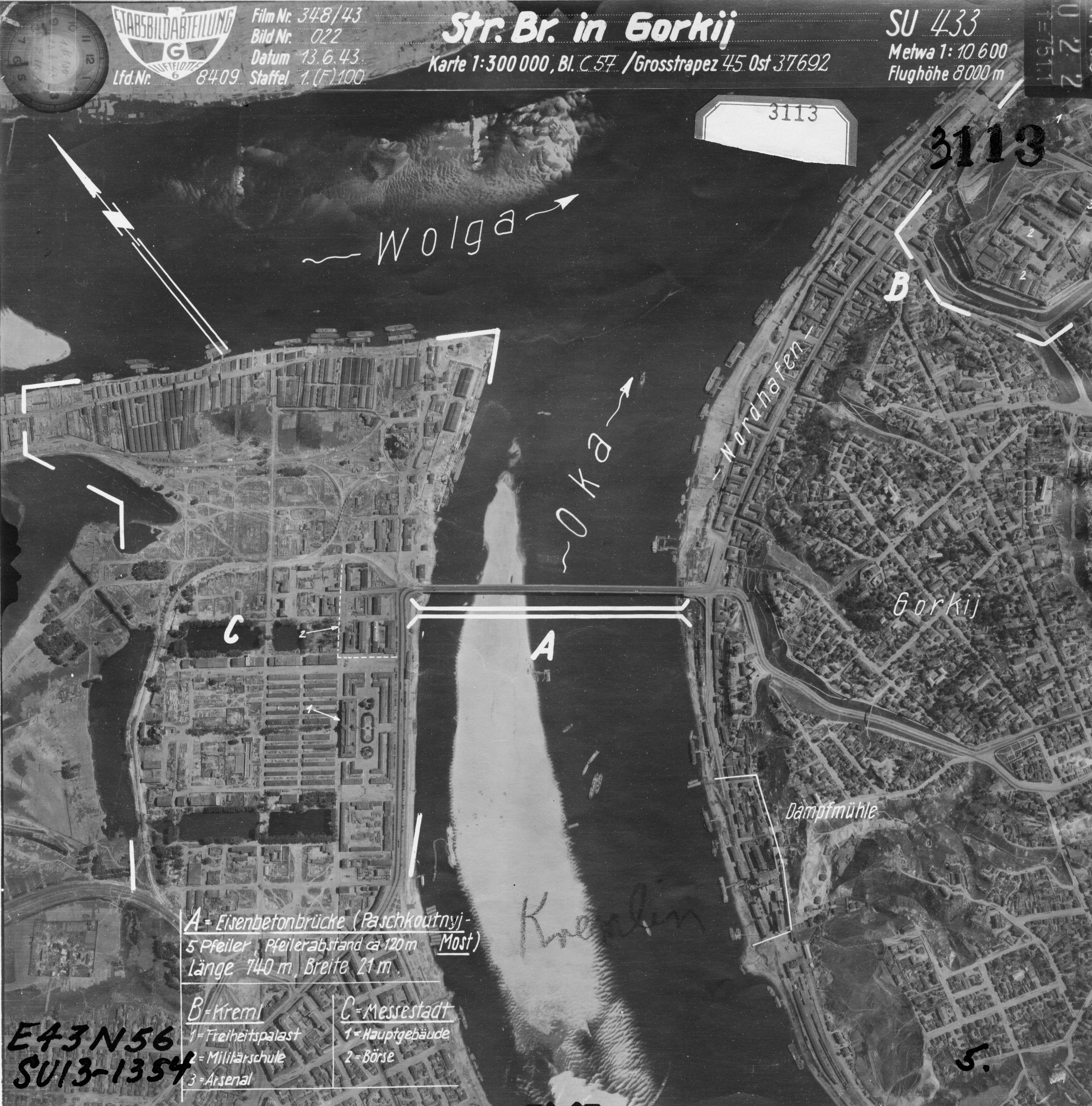
Luftaufnahme von Gorki mit Angabe von Bombenzielen

Vom 5. bis 22. Juni nahm das Geschwader an den Luftangriffen auf Gorki und Jaroslawl teil. In Nachtangriffen, zusammen mit anderen Kampfgeschwadern, sollten das Panzerwagenwerk „Molotow“ und das Kunstkautschukwerk Jaroslawl angegriffen werden. Dabei kamen in Gorki 282 Menschen ums Leben, bei 527 Verletzten und 52 Gebäude des Werkes wurden zerstört. In Jaroslawl wurden über 120 Menschen getötet, rund 150 weitere verletzt und über 200 Gebäude (darunter einige Werkshallen des Kautschukwerkes) vollständig zerstört.
Anschließend nahmen der Stab, die II. und III./KG 55 am Unternehmen Zitadelle teil. Insgesamt verfügten sie über 82 Kampfflugzeuge vom Typ Heinkel He 111, davon 64 einsatzbereit. Die meisten waren in der Ausführung H-16 und H-11 vorhanden. Der Stab und die III. Gruppe lagen in Stalino, während die II. Gruppe von Charkow (Lage) aus intervenierte. Sie waren unter der Luftflotte 4 dem VIII. Fliegerkorps zugeteilt und unterstützten den südlichen Angriffskeil mit der 4. Panzerarmee und der Armeeabteilung Kempf beim letztlich gescheiterten Angriff in Richtung Kursk.
Ende August kehrte die aufgefrischte I. Gruppe mit 39 Heinkel He 111 H-16 zum Geschwader zurück. Sie schloss sich den Kämpfen gegen die Belgorod-Charkower Operation der Roten Armee an. Als dann am 26. August der Rückzug zum Dnjepr begann, musste sich auch das Kampfgeschwader 55 bis hinter den Fluss zurückziehen. Ab 1. November intervenierte es bei dem sowjetischen Landungsunternehmen auf der Halbinsel Kertsch zugunsten der 17. Armee. Im Dezember nahm das Geschwader neue Plätze im Generalgouvernement ein, als der Stab, die II. und III. Gruppe in Deblin-Irena (Lage) und die I. Gruppe in Deblin-Ulez (Lage) ankamen.
Das Kampfgeschwader 55 hatte 1943 materielle Verluste von 269 Flugzeugen, davon 146 durch direkte Feindeinwirkung.
1944
In den ersten Monaten des Jahres flog das Geschwader keine Luftangriffe, sondern bereitete sich auf strategische Nachtangriffe gegen die sowjetische Energie- und Rüstungswirtschaft vor. Da sich die Fähigkeit zu Nachtangriffen, in den Kampfgeschwadern im Laufe der Jahre verringert hatte, waren dazu intensive Schulungen der Besatzungen nötig. Dazu war es, zusammen mit den Kampfgeschwadern 3, 4, 27 und 53 dem IV. Fliegerkorps unterstellt, das wiederum seine Befehle direkt vom Oberkommando der Luftwaffe bekam. Als Ende März die 1. Panzerarmee im Kessel von Kamenez-Podolsk eingeschlossen wurde, beendete das Geschwader die Ausbildung und unterstützte die Panzertruppen beim erfolgreichen Ausbruch. Anschließen erfolgten Nachtangriffe auf Eisenbahnstrecken und auf Rangier- und Personenbahnhöfe in Fastov, Korosten, Rovno, Kiew und Shepetovka. In der Endphase der Schlacht um die Krim, verlegten vom 11. bis 16. Mai der Stab, die I. und II. Gruppe nach Focşani/Süd (Lage) in Rumänien. Hier deckten die beiden Gruppen den Rückzug der deutschen und rumänischen Truppen von der Krim. Anschließend kehrten der Geschwaderstab und die beiden Gruppen wieder in das Generalgouvernement zurück.

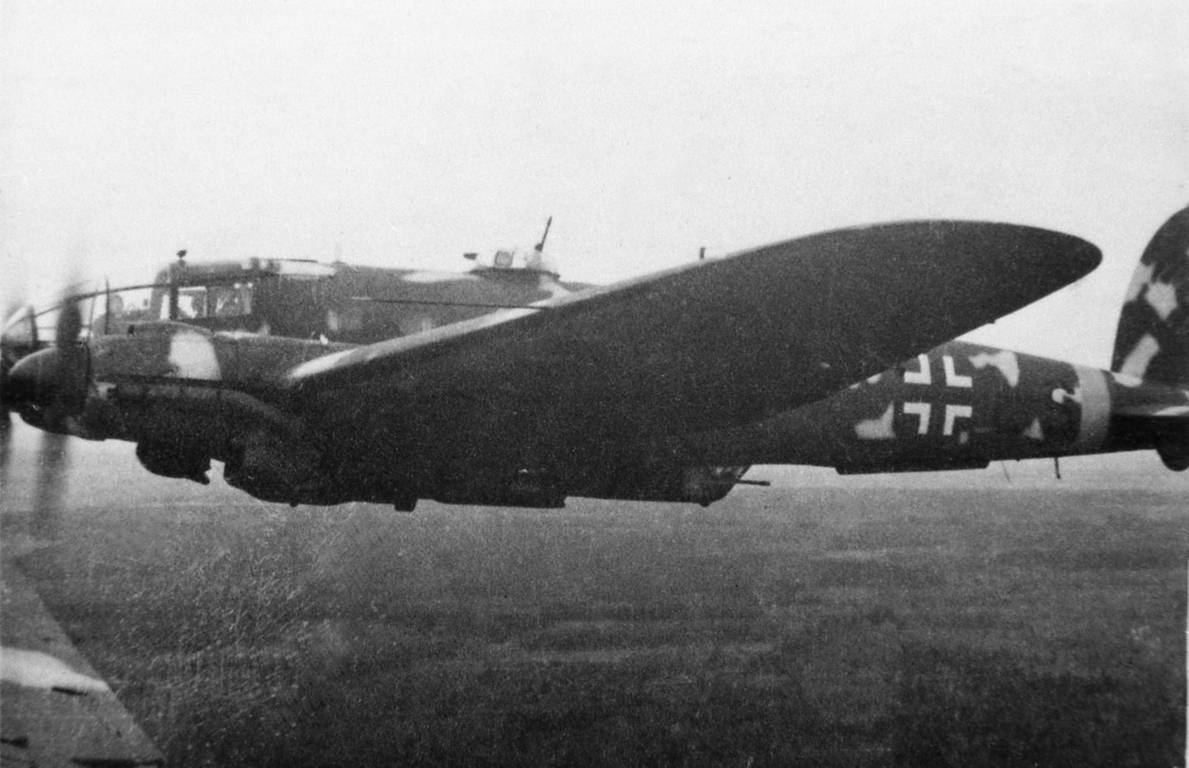
Heinkel He 111 H-20 (Geschwaderkennung G1+DS) der 8. Staffel mit dem am oberen Rumpf eingebauten kraftbetätigten Drehturm

In der Nacht des 22./23. Juni 1944 griff das Geschwader, zusammen mit den Kampfgeschwadern 4, 27 und 53 den Flugplatz Poltawa (Lage) an, auf dem aufgrund der Operation Frantic, 114 alliierte B-17 Bomber abgestellt waren. Dabei zerstörten sie 43 B-17 am Boden und beschädigten weitere 26. Außerdem wurde ein Munitionsdepot und 900.000 Liter Flugbenzin vernichtet.
Mit Beginn der sowjetischen Operation Bagration zur Befreiung Weißrusslands am 22. Juni war das Geschwader zur Unterstützung der Heeresgruppe Mitte eingesetzt. Dazu flog es Einsätze im Raum Bobruisk, Sloboda, Molodechno und Minsk, sowie Nachtangriffe auf Smolensk. Als die Rote Armee im Zuge der Lwiw-Sandomierz-Operation bei Baranow eine intakte Weichselbrücke erobern konnte, griffen vom 28. Juli bis 12. August die I. und II. Gruppe diese mehrfach an. Zu dieser Zeit agierten sie vom Fliegerhorst Tonndorf (Lage) aus.
Im Oktober 1944 endete für das Geschwader die Verwendung als Kampfgeschwader. Zukünftig sollte es als Jagdgeschwader dienen. Das Kampfgeschwader 55 hatte 1944 materielle Verluste von 125 Flugzeugen, davon 55 durch direkte Feindeinwirkung. Vom 1. September 1939 bis zum 1. Oktober 1944 flog es 54.272 Einsätze, warf 60.938 Tonnen Bomben ab, überbrachte 7.514 Tonnen Nachschub. Dabei fielen 710 Mann vom fliegenden Personal und 747 blieben vermisst.

### Reichsverteidigung 1944/45

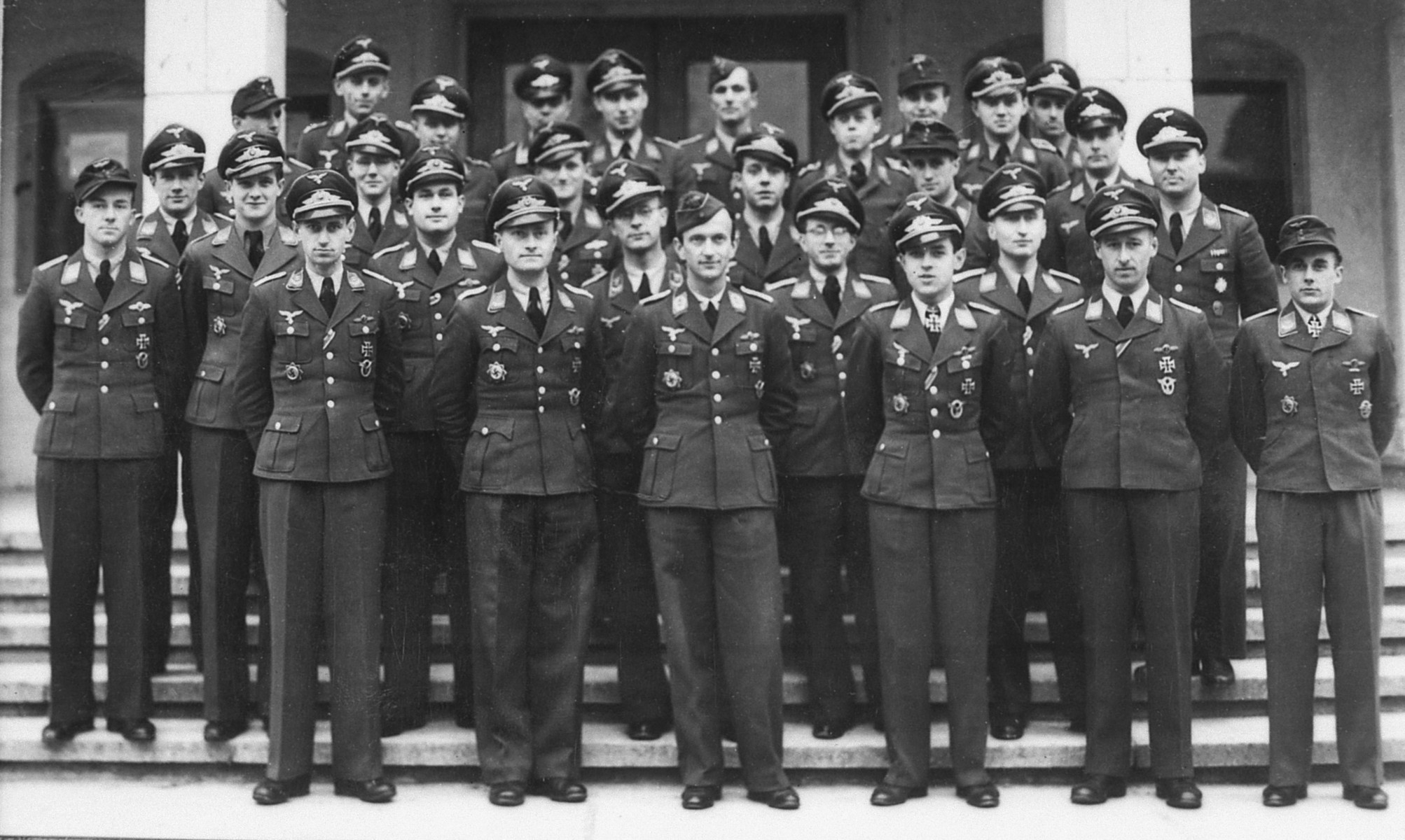
Offiziere der III. Gruppe im Frühjahr 1945 in Wallersdorf bei Landau an der Isar

Ab Oktober 1944 verlegte das Geschwader nach Deutschland. Dort nahm es die Plätze in Landau-Ganacker (Lage), Plattling (Lage) und Straubing (Lage) ein. Da das Geschwader in ein Jagdgeschwader umgewandelt werden sollte, änderte sich am 13. November 1944 die Bezeichnung in Kampfgeschwader (J) 55. Die noch vorhandenen Bomber vom Typ Heinkel He 111 H-16 und H-20 mussten abgegeben werden. Dafür erhielt das Geschwader Jagdflugzeuge vom Typ Messerschmitt Bf 109G und Focke-Wulf Fw 190A (nur III. Gruppe). Bis zum 10. Januar war allerdings noch kein einziges Jagdflugzeug beim Geschwader eingetroffen. Für seine neue Aufgabe war es dem IX. Fliegerkorps, ab 26. Januar 1945 in 9. Flieger-Division umbenannt, der Luftflotte Reich zugeteilt. Die 14. (Eis)/KG 55 nutzte ihre noch vorhandenen Bomber zu Versorgungsflügen von eingeschlossenen deutschen Truppen in Budapest, Breslau, Posen und Glogau. Dafür standen ihr am 10. Januar 11 Heinkel He 111 zur Verfügung. Am 8. Mai 1945 wurde das Geschwader aufgelöst.

## Kommandeure

### Geschwaderkommodore
| Dienstgrad     | Name             | Zeit                                 |
| -------------- | ---------------- | ------------------------------------ |
| Generalmajor   | Wilhelm Süssmann | 1. Mai 1939 bis 6. März 1940         |
| Oberst         | Alois Stoeckl    | 7. März bis 14. August 1940          |
| Oberstleutnant | Hans Korte       | 15. August 1940 bis 31. Januar 1941  |
| Oberstleutnant | Benno Kosch      | 1. Februar 1941 bis 26. August 1942  |
| Oberstleutnant | Ernst Kühl       | 27. August 1942 bis 7. August 1943   |
| Oberstleutnant | Wilhelm Antrup   | 8. August 1943 bis 21. November 1944 |
| Major          | Richard Brunner  | 22. November 1944 bis 8. Mai 1945    |

### Gruppenkommandeure
I. Gruppe
- Oberst Joseph Brunner, 1. Mai 1939 bis 2. Juli 1939[53]
- Major Max Heyna, 3. Juli 1939 bis 10. Januar 1940[54]
- Major Walter Marienfeld, 11. Januar 1940 bis 24. Juni 1940[55]
- Major Joachim Roeber, 25. Juni 1940 bis 13. Februar 1941[56]
- Hauptmann Otto Bodemeyer, 14. Februar 1941 bis 9. April 1941[57]
- Major Rudolf Kiel, 10. April 1941 bis 6. Januar 1943[58]
- Hauptmann Hans-Günther Nedden, 6. Januar 1943 bis 1. Mai 1943[59]
- Major Walter Traub, 2. Mai 1943 bis 20. Oktober 1943[60]
- Major Richard Brunner, 21. Oktober 1943 bis 7. September 1944[61]
- Major Joseph Schirmböck, 8. September 1944 bis 8. Mai 1945[62]

II. Gruppe
- Oberstleutnant Otto von Lachemair, 1. Mai 1939 bis 27. Juli 1940[63]
- Major Friedrich Kless, 28. Juli 1940 bis 27. Oktober 1940[64]
- Major Hans-Joachim Gabriel, 28. Oktober 1940 bis 31. März 1941[65]
- Major Ernst Kühl, 31. März 1941 bis 26. August 1942[66]
- Major Hans-Joachim Gabriel, 27. August 1942 bis 20. November 1942 †[67]
- Major Heinz Höfer, 27. November 1942 bis 2. Juli 1944[68]
- Major Wilhelm Mylius, 3. Juli 1944 bis 29. Dezember 1944[69]
- Major Johannes Herrmann, 30. Dezember 1944 bis 8. Mai 1945[70]

III. Gruppe
- Major Paul Schemmell, 2. Dezember 1939 bis 30. September 1940[71]
- Hauptmann Heinrich Wittmer, 1. Oktober 1940 bis 1. September 1941[72]
- Oberstleutnant Hermann Freiherr von dem Bongart, 2. September 1941 bis 7. September 1942[73]
- Oberstleutnant Wolfgang Queisner, 8. September 1942 bis 5. Mai 1943[74]
- Major Wilhelm Antrup, 6. Mai 1943 bis 7. August 1943[75]
- Major Alfred Bollmann, 8. August 1943 bis 30. November 1944[76]
- Major Gerhard Schrödter, 1. Dezember 1944 bis 8. Mai 1945[77]

IV. Gruppe
- Oberleutnant Joseph Schirmböck, 2. August 1940 bis 31. Dezember 1940[78]
- Hauptmann Rudolf Kiel, 1. Januar 1941 bis 9. April 1941[79]
- Oberstleutnant Hermann Freiherr von dem Bongart, 10. April 1941 bis 1. September 1941[80]
- Major Herbert Furchtmann, 2. September 1941 bis 2. Februar 1942[81]
- Oberstleutnant Hans-Carl von Linsingen, 3. Februar 1942 bis 16. Januar 1943[82]
- Major Richard Brunner, 17. Januar 1943 bis 15. April 1943[83]
- Hauptmann Joseph Schirmböck, 17. Juni 1943 bis 31. Juli 1944[84]
- Hauptmann Egon Schmidt, 1. August 1944 bis 20. November 1944[85]

## Auszeichnungen
Bekannte Träger des Ritterkreuz des Eisernen Kreuzes oder höherer Stufen des Kampfgeschwaders 55.
| Name                    | Dienstgrad             | Einheit         | Ritterkreuz   | Eichenlaub    |
| ----------------------- | ---------------------- | --------------- | ------------- | ------------- |
| Stoeckl, Alois          | Oberst                 | Stab/KG 55      | 4. Juli 1940  |               |
| Kless, Friedrich        | Major                  | II./KG 55       | 14. Okt. 1940 |               |
| Thurner, Hans           | Leutnant               | III./KG 55      | 6. Aug. 1941  | 17. Sep. 1944 |
| Karbe, Adalbert         | Oberleutnant           | 3./KG 55        | 12. Nov. 1941 |               |
| Wittmer, Heinrich       | Hauptmann              | III./KG 55      | 12. Nov. 1941 |               |
| Bliesener, Fritz        | Leutnant               | 5./KG 55        | 20. Dez. 1941 |               |
| Kiel, Rudolf            | Hauptmann              | I./KG 55        | 20. Dez. 1941 |               |
| Kühl, Dr. jur. Ernst    | Oberst der Reserve     | KG 55           | 17. Okt. 1942 | 18. Dez. 1943 |
| Antrup, Wilhelm         | Hauptmann              | 5./KG 55        | 13. Nov. 1942 | 18. Nov. 1944 |
| Koller, Albert          | Oberleutnant           | 4./KG 55        | 13. Nov. 1942 |               |
| Lipp, Karl              | Oberfeldwebel          | 4./KG 55        | 16. Nov. 1942 |               |
| Barth, Eitel-Albert     | Oberleutnant           | 4./KG 55        | 24. März 1943 |               |
| Oberländer, Werner      | Oberleutnant           | 2./KG 55        | 24. März 1943 |               |
| Pilz, Walter            | Feldwebel              | 5./KG 55        | 24. März 1943 |               |
| Rudat, Horst            | Oberleutnant           | 2./KG 55        | 24. März 1943 |               |
| Müller, Philipp         | Hauptmann              | 1./KG 55        | 2. Apr. 1943  |               |
| Luxenburger, Josef      | Oberleutnant           | 4./KG 55        | 3. Apr. 1943  |               |
| Mylius, Wilhelm         | Hauptmann              | 6./KG 55        | 3. Apr. 1943  |               |
| Placzek, Franz          | Oberfeldwebel          | 2./KG 55        | 3. Apr. 1943  |               |
| Baumgartl, Erich        | Oberleutnant           | 3./KG 55        | 31. Juli 1943 |               |
| Schmidt, Franz          | Oberleutnant           | III./KG 55      | 19. Aug. 1943 |               |
| Höfer, Heinrich         | Hauptmann              | II./KG 55       | 3. Sep. 1943  | 18. Nov. 1944 |
| Boos, Johann            | Oberfeldwebel          | 9./KG 55        | 9. Okt. 1943  |               |
| Seib, Robert            | Oberleutnant           | 6./KG 55        | 9. Okt. 1943  |               |
| Meyer, Otto             | Oberfeldwebel          | III./KG 55      | 29. Feb. 1944 |               |
| Schmidtmann, Fritz      | Hauptmann              | 4./KG 55        | 29. Feb. 1944 |               |
| Bennemann, Hans         | Oberleutnant           | 7./KG 55        | 26. März 1944 |               |
| Brennecke, Wilhelm      | Oberfeldwebel          | Stab II./KG 55  | 26. März 1944 |               |
| Bermadinger, Matthias † | Oberleutnant           | 14.(Eis.)/KG 55 | 5. Apr. 1944  |               |
| Braun, Willi            | Fahnenjunker-Feldwebel | 4./KG 55        | 9. Juni 1944  |               |
| Dietrich, Gerhard       | Fahnenjunker-Feldwebel | Stab/KG 55      | 9. Juni 1944  |               |
| Schmidt, Werner         | Hauptmann              | 9./KG 55        | 19. Aug. 1944 |               |
| König, Viktor           | Feldwebel              | 14.(Eis.)/KG 55 | 6. Okt. 1944  |               |
| Veith, Alfred           | Oberleutnant           | 5./KG 55        | 24. Okt. 1944 |               |
| Bollmann, Alfred        | Major der Reserve      | III./KG 55      | 29. Okt. 1944 |               |
| Thoß, Werner            | Oberleutnant           | 5./KG 55        | 29. Okt. 1944 |               |
| Herkner, Erich          | Leutnant               | 14.(Eis.)/KG 55 | 6. Dez. 1944  |               |
| Banholzer, Alfred       | Hauptmann              | 1./KG 55        | 14. Jan. 1945 |               |
| Dettke, Oskar           | Hauptmann              | 9./KG 55        | 7. Apr. 1945  |               |
| Südel, Heinrich         | Oberleutnant           | I./KG 55        | 7. Apr. 1945  |               |
| Schäfer, Karl           | Oberfeldwebel          | 14.(Eis.)/KG 55 | 16. Apr. 1945 |               |

## Bekannte Geschwaderangehörige
- Wilhelm Antrup (1910–1984), war 1966, als Brigadegeneral der Luftwaffe der Bundeswehr, Leiter der Fachhochschule der Luftwaffe
- Hermann Josef von dem Bongart (1897–1952), war Sportschütze und Vize-Weltmeister im Wurfscheibenschießen
- Eberhard Charisius (1916–1980), war von 1954 bis 1956 als Oberst stellvertretender Kommandeur der II. mechanischen Bereitschaft der KVP in Dresden und anschließend bis 1959 Mitarbeiter im Wehrbezirkskommando der NVA
- Hans-Wolrad Dölling (1916–1997), war von 1971 bis 1975, als Brigadegeneral der Luftwaffe der Bundeswehr, Kommandeur des Bundeswehrkommandos USA und Kanada
- Karl Düsterberg (1917–2014), gründete 1958 die Firma apetito in Rheine
- Hanns Horst Heise (1913–1992), war von 1962 bis 1968 als Inspizient für Flugsicherheit im Luftwaffenamt Köln-Wahn und ab Oktober 1968 als Brigadegeneral der Luftwaffe der Bundeswehr, Kommandeur des Deutschen Luftwaffenkommandos USA/Kanada
- Reinhard Heydrich (1904–1942), war SS-Obergruppenführer und General der Polizei, Leiter des Reichssicherheitshauptamts (RSHA) und Stellvertretender Reichsprotektor in Böhmen und Mähren
- Gerhard Jungmann (1910–1981), war von 1961 bis 1972 für die CDU Mitglied des Deutschen Bundestages und dort stellvertretender Vorsitzender des Bundestagsausschusses für Gesundheitswesen
- Ernst Kühl (1888–1972), war 1955 Mitglied des Sachverständigen-Ausschuss für die Neugliederung des Bundesgebietes und Personalgutachterausschuss
- Horst Rudat (1920–1982), war von 1977 bis 1980, als Generalmajor der Luftwaffe der Bundeswehr, Kommandeur des Lufttransportkommandos
- Karl Wolfien (1906–1968), war von 1960 bis 1963, als Brigadegeneral der Luftwaffe der Bundeswehr, Leiter des Materialamtes der Luftwaffe
- Heinz-Bernhard Zorn (1912–1993), war als Generalmajor der Nationalen Volksarmee (NVA) der Deutschen Demokratischen Republik (DDR) 24 Jahre am Auf- und Ausbau der Luftstreitkräfte der NVA beteiligt